# Sacoila lanceolata
Sacoila lanceolata là một loài thực vật có hoa trong họ Lan. Loài này được (Aubl.) Garay miêu tả khoa học đầu tiên năm 1980.

## Hình ảnh

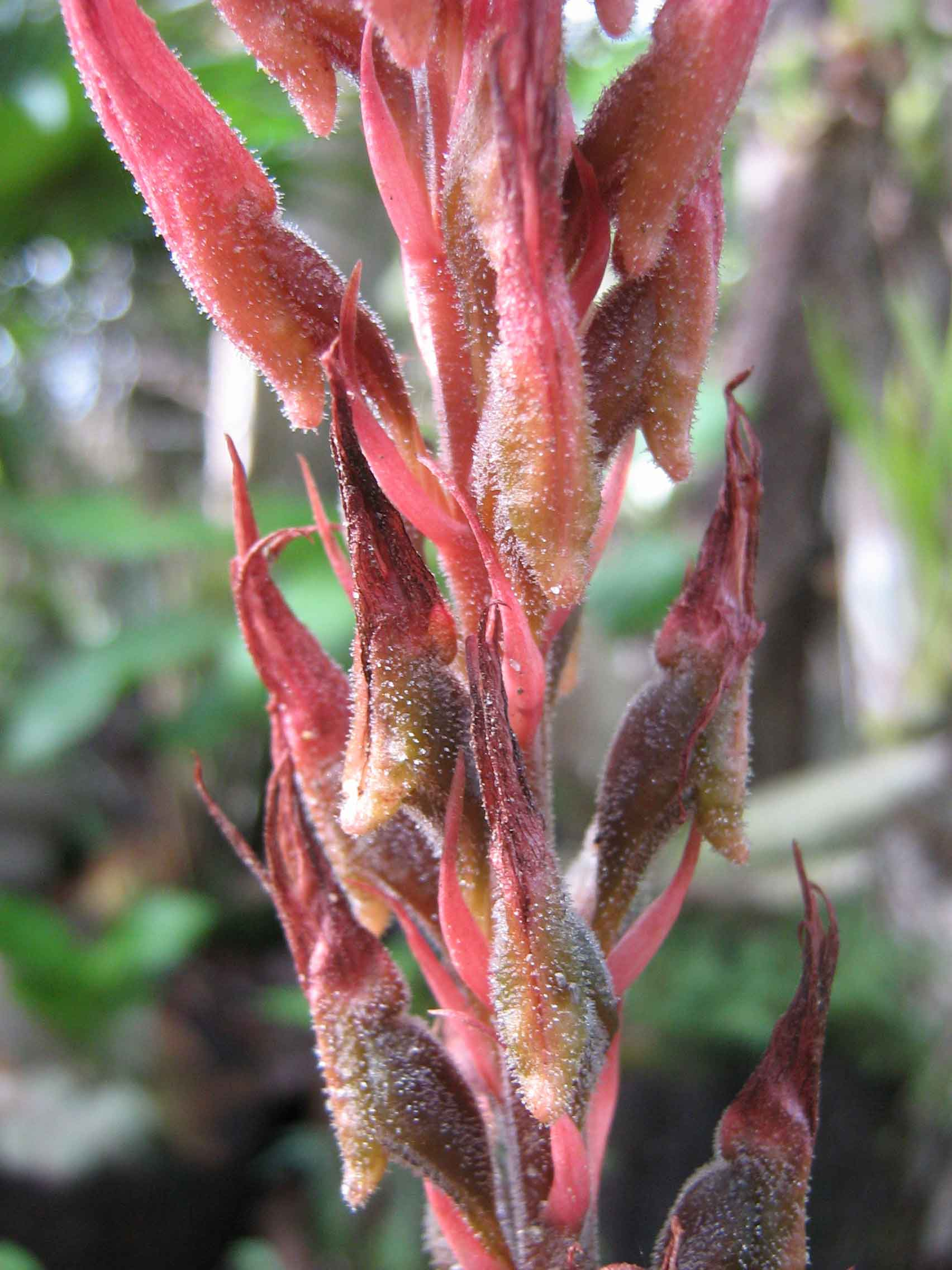
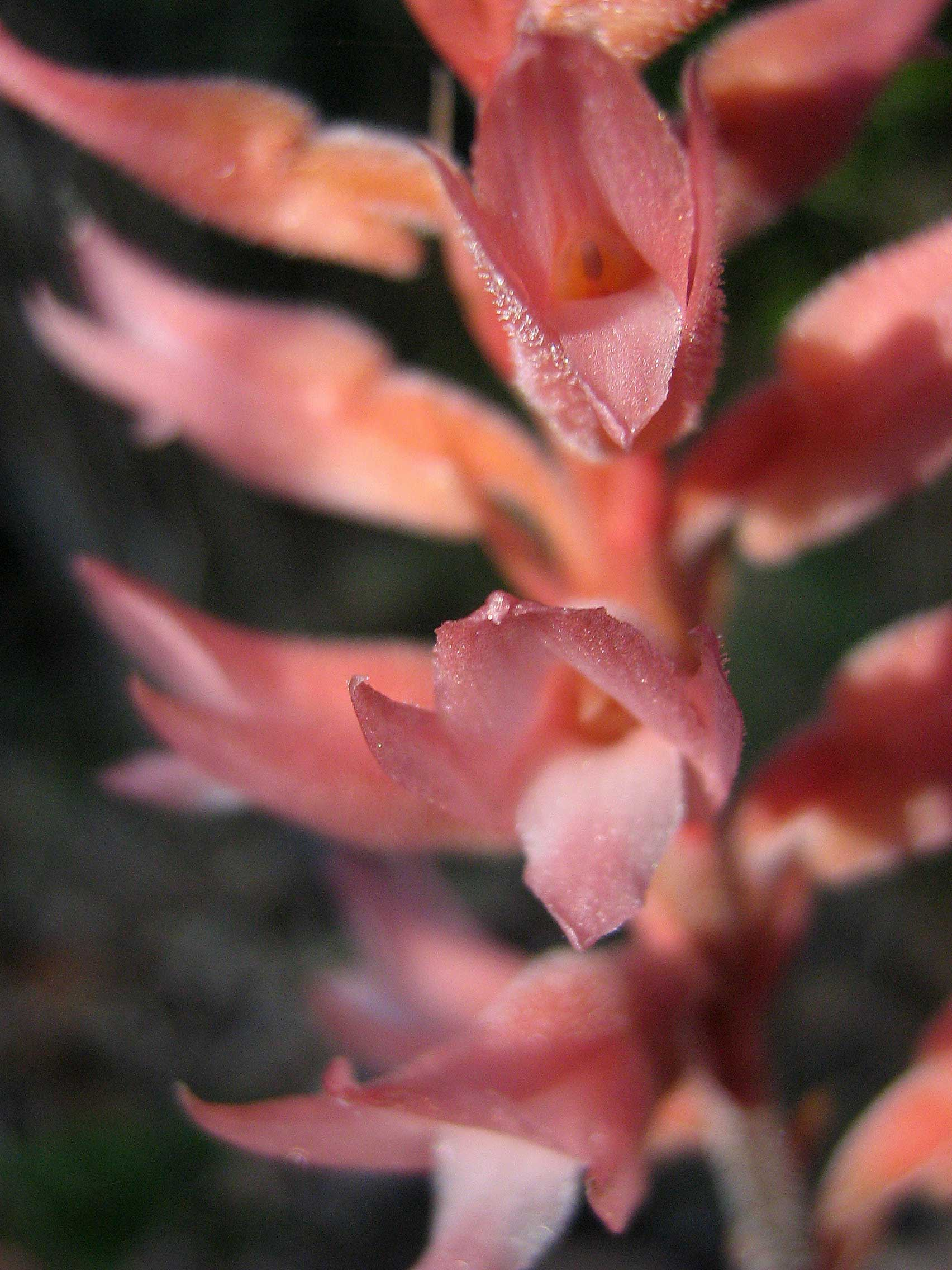
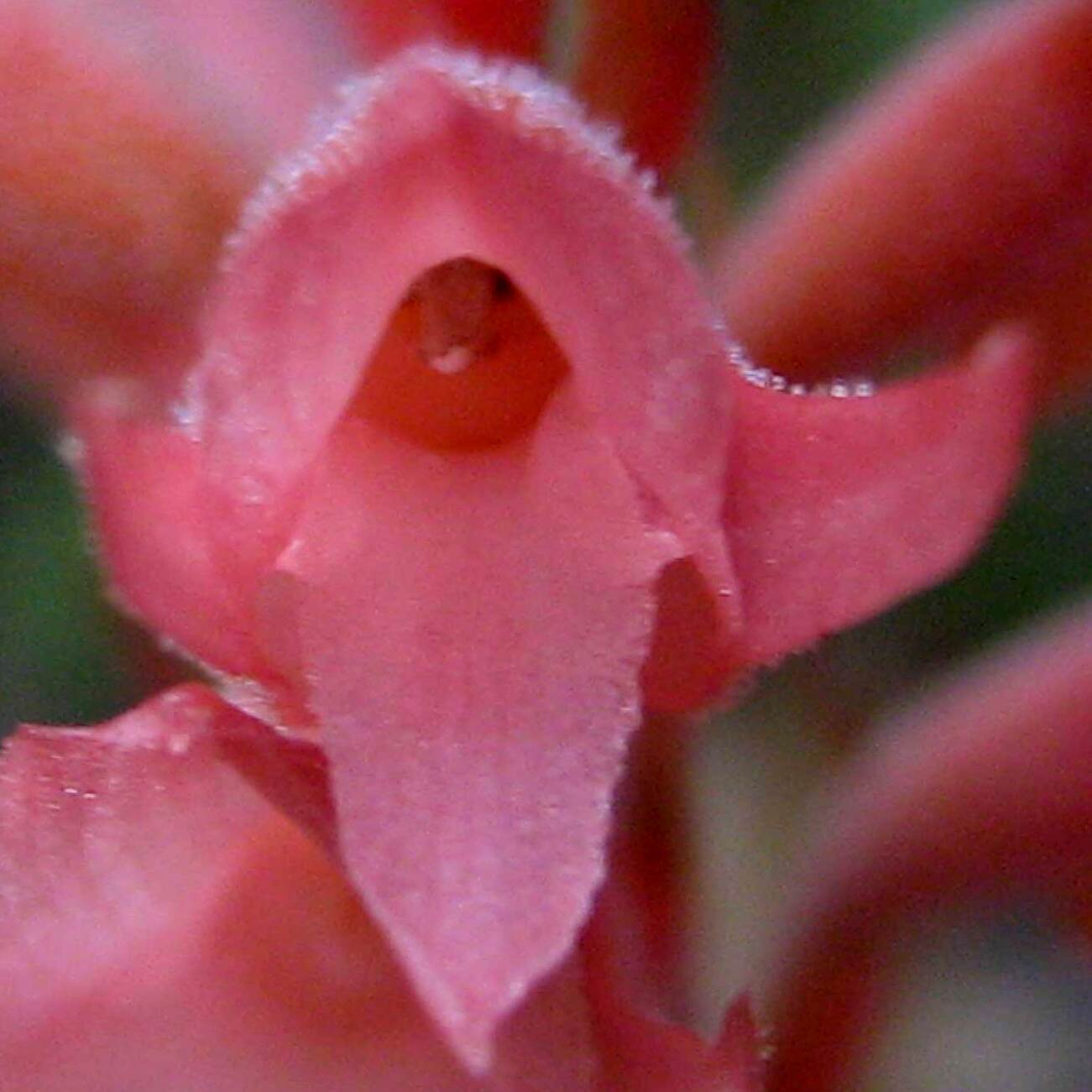
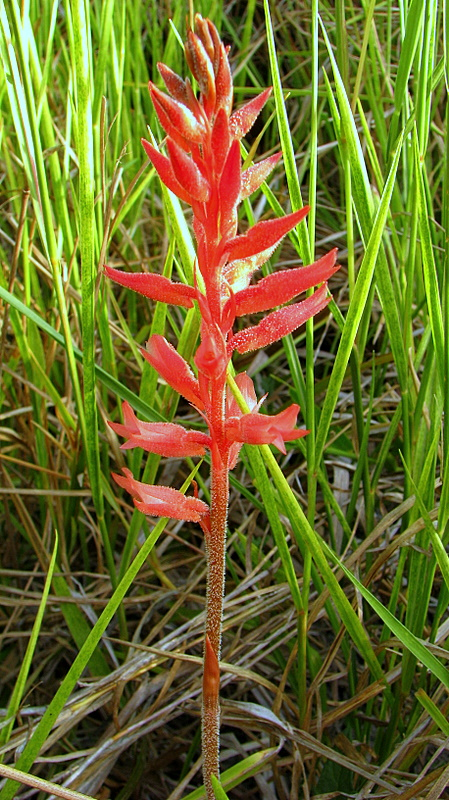